# Sankt Lukas Kirke (Aarhus)
 For alternative betydninger, se Sankt Lukas Kirke. (Se også artikler, som begynder med Sankt Lukas Kirke)
Sankt Lukas Kirke på Ingerslevs Boulevard i Aarhus er opført 1921-1926; krypten blev taget i brug i 1923 mens kirken blev indviet i 1926. Den er tegnet af arkitekt Anton Frederiksen og Kaj Gottlob i nysklassicistisk stil. Kirken er 48 m lang med et tårn der er 35 meter højt.

## Eksterne kilder og henvisninger
- Sankt Lukas Kirke hos KortTilKirken.dk
- Sankt Lukas Kirke hos danmarkskirker.natmus.dk (Danmarks Kirker, Nationalmuseet)

- Wikimedia Commons har flere filer relateret til Sankt Lukas Kirke (Aarhus)